# Mauritia carana
Mauritia carana ist eine im nördlichen Südamerika vorkommende Palmenart der Gattung Mauritia.

## Merkmale
Die Art ähnelt Mauritia flexuosa, der Buriti-Palme, ist jedoch kleiner und unterscheidet sich von dieser Art in folgenden Merkmalen: Stamm erreicht höchstens 15 m Höhe. Unter der Blattkrone besitzt sie eine größere Ansammlung von toten Blättern und Fasern. Die Blätter sind mit maximal 3 m Breite deutlich kleiner und besitzen auch weniger Segmente. Diese sind hängend. Die Blattbasen sind unter einer Masse von Fasern verborgen. Die Blütenstände sind länger als bei Mauritia flexuosa, die Früchte sind rundlich und größer.

## Verbreitung und Standorte
Mauritia carana ist auf das westliche Amazonien beschränkt: es kommt im äußersten Süden von Venezuela, im Südosten Kolumbiens, im Nordosten von Peru und im westlichen Zentral-Brasilien vor. Die Palme wächst im Regenwald, in feuchter Savanne und auf weißem Sand entlang von Tiefland-Flüssen.

## Taxonomie
Mauritia carana wurde 1853 von Alfred Russel Wallace in Palm Trees of the Amazon and their uses Seite 53–54, Tafel 18 erstbeschrieben.

## Belege
- Robert Lee Riffle, Paul Craft: An Encyclopedia of Cultivated Palms, 4. Auflage, Timber Press, Portland 2007, ISBN 978-0-88192-558-6, S. 385.

## Weblink
- Mauritia carana in der Roten Liste gefährdeter Arten der IUCN 2013.2. Eingestellt von: Henderson, A., 1998. Abgerufen am 24. Dezember 2013.